# Dorfkirche Wallroda

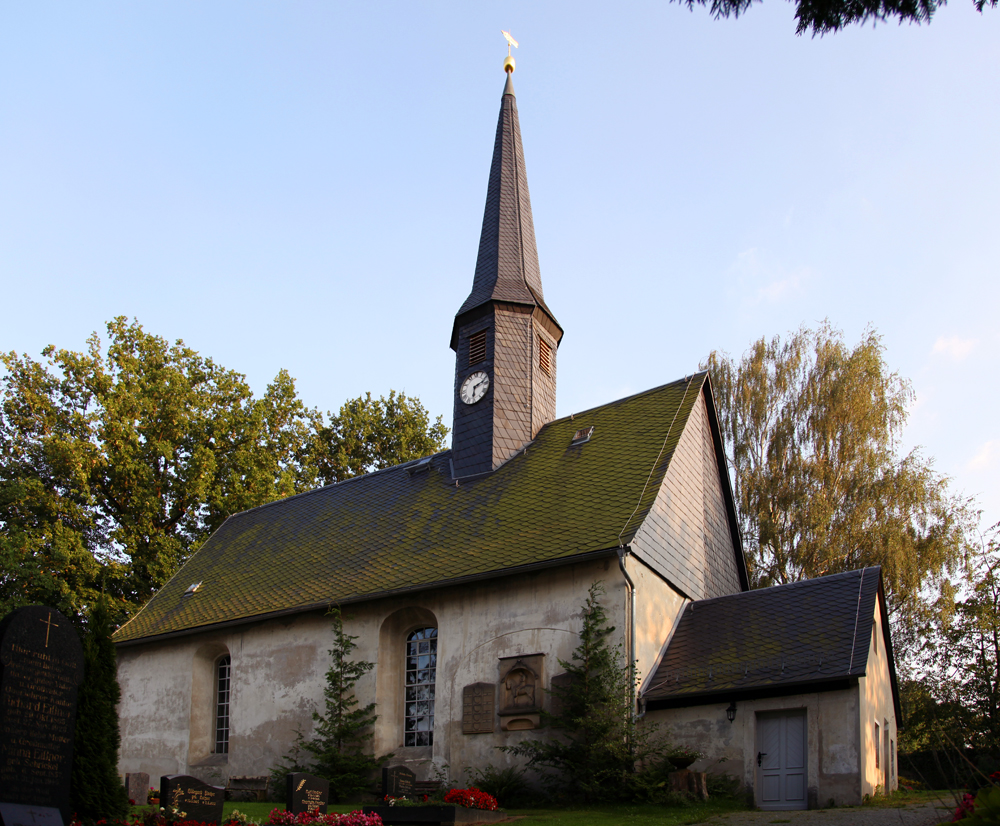
Dorfkirche Wallroda

Die Dorfkirche Wallroda befindet sich im Ortsteil Wallroda der Gemeinde Arnsdorf in Sachsen. Die Kirche, die Bruchsteinmauer des alten Friedhofes sowie zwei Gedenkstätten stehen unter Denkmalschutz.

## Geschichte

Historische Abbildung

Mitte des 14. Jahrhunderts wird erstmals eine Dorfkirche in Wallroda in einem Kirchenverzeichnis erwähnt. Von der Erbauung und der Entstehung der Kirche sind keine zuverlässigen Aufzeichnungen vorhanden. Unsicher ist, ob die zuerst erwähnte Kirche bereits an der Stelle der heutigen Kirche stand. Einige Quellen berichten von einer ersten Kirche, die sich am rechten Ufer der Großen Röder in der Nähe des Schafberges befand. Die ersten Wohnhäuser Wallrodas standen auf der linken Flussseite. Regelmäßiges Hochwasser führte immer wieder dazu, dass die Menschen die Kirche nicht erreichen konnten. Aus diesem Grund wurde eine neue Kirche auf der anderen Seite der Großen Röder, dem heutigen Standort, errichtet.
Die Kirche galt bis zur Reformation als Wallfahrtsort. Historische Besonderheiten der Dorfkirche sind die beiden bronzenen Glocken, die aus den Jahren 1410 und 1420 stammen, sowie eine kleine Messglocke aus der katholischen Zeit der Kirche, welche auf den Beginn des 16. Jahrhunderts und damit in die vorreformatorische Epoche datiert ist. Die Bauzeit des heutigen Kirchengebäudes wird in das 17. Jahrhundert eingeordnet. Das Bauwerk weist einen einfachen, rechteckigen Grundriss mit einer angesetzten kleinen Vorhalle auf. Das Dach hat eine klassische steile Sattelform, der Glockenstuhl und die Turmuhr sind in einem achteckigen Kirchturm mit spitzem, schlankem Turmhelm untergebracht. Auf der Spitze des Turmdaches befindet sich eine goldfarbene Turmkugel mit Wetterfahne.

## Geläut
Das Geläut besteht aus zwei Bronzeglocken, der Glockenstuhl ist aus Eichenholz gefertigt. Im Folgenden eine Datenübersicht des Geläutes:
| Nr. | Gussdatum | Gießer                    | Durchmesser | Masse  | Schlagton |
| --- | --------- | ------------------------- | ----------- | ------ | --------- |
| 1   | 14. Jh.   | Glockengießerei unbekannt | 780 mm      | 282 kg | c´´       |
| 2   | 15. Jh.   | Glockengießerei unbekannt | 510 mm      | 88 kg  | g´´       |

Die große Glocke aus Bronze ist am Hals mit auf den Kopf gestellten Lettern verziert. Sie ergeben den Satz: "+o.rex.glorie.veni cum.pace.+". Die kleine Bronzeglocke ist am Hals mit gotischen Minuskeln verziert. Sie ergeben den Satz:"o+rex+glorie+veni+cum+pace". Sie trägt eine unkenntliche Marke am Bolzen, vielleicht ein Abdruck einer Münze oder ein Gießerzeichen.

## Innenraum

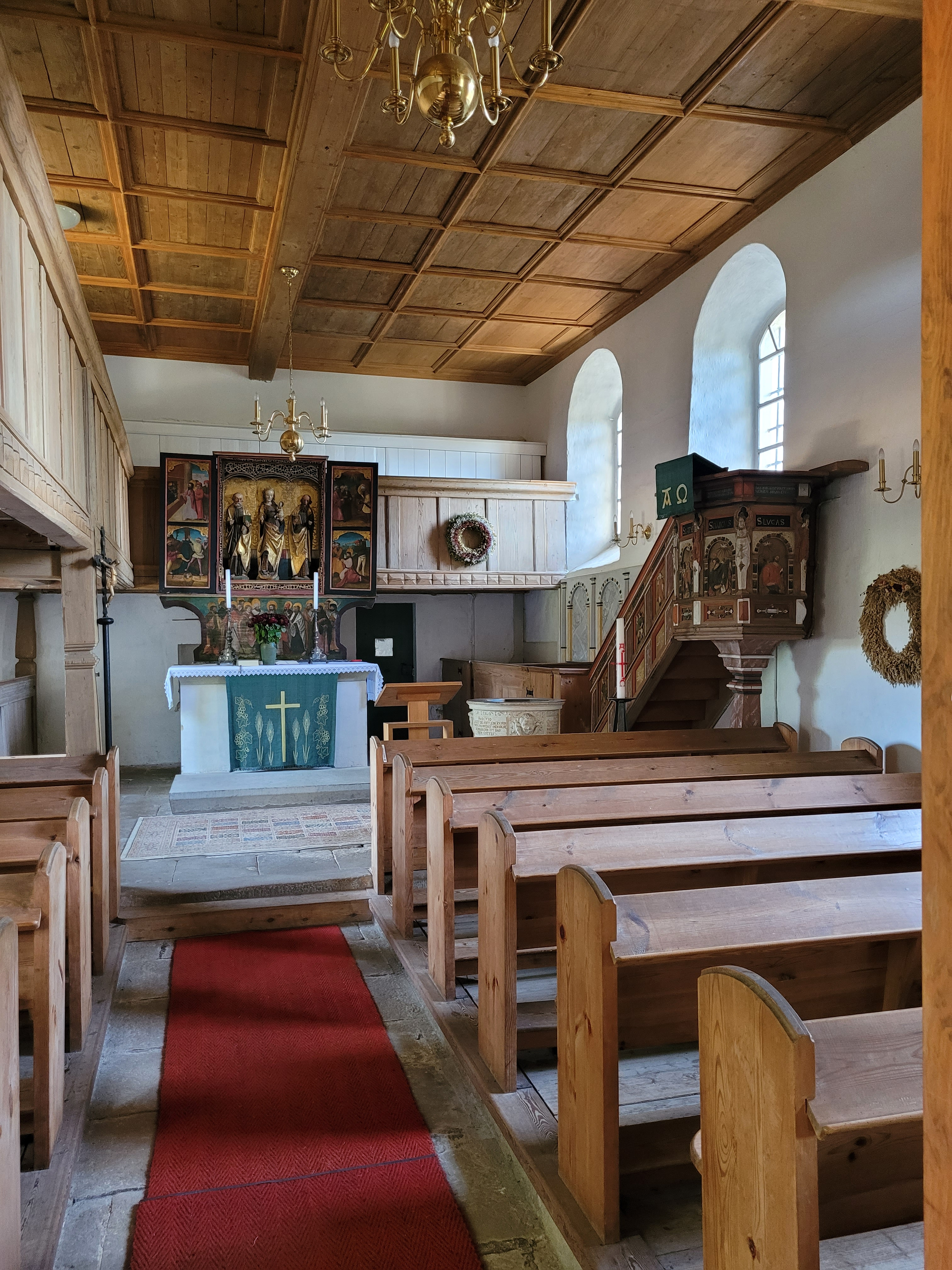
Blick in die Kirche

Der hölzerne Flügelaltar sowie die ebenfalls hölzerne Kanzel bestimmen den Innenraum der Kirche. Vor dem Altar befindet sich der Taufstein. Die Taufkanne stammt aus dem Jahr 1895. Eine Gravur auf dem Boden der Kanne zählt die Namen der Familien Wallrodas auf, die dieses Gefäß der Kirche stifteten. Das Kirchengestühl, die Emporen und die Deckenverkleidung sind schlichte Holzarbeiten.

### Taufstein

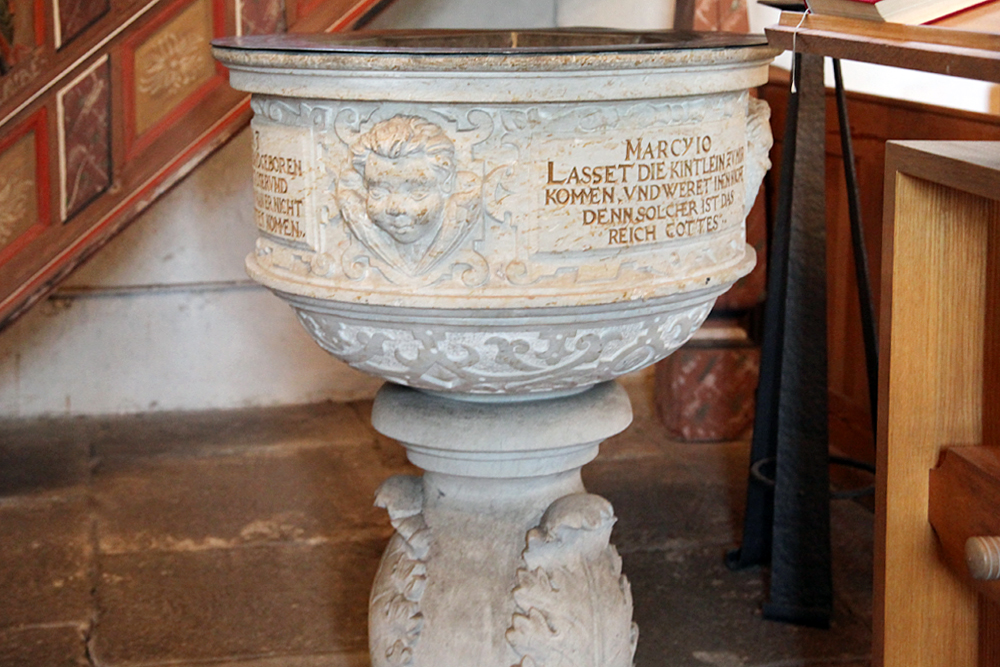
Taufstein

Der Taufstein aus Sandstein wurde etwa um 1650 im Stil der Renaissance mit der finanziellen Unterstützung der Kirchgemeinde errichtet. Er ist etwa einen Meter hoch und hat einen Durchmesser von zirka 74 Zentimetern. Den Fuß des Taufsteins schmücken drei Akanthusornamente. Die Einfassung des Beckens ist mit Reliefs von Kinderköpfen verziert. Dazwischen befinden sich Zitate aus dem Neuen Testament:

„Matthe 28 / Gehet hin und leret alle / Volcker und teuffet sie in / Namen des Vaters und des / Sons und des heiligen Geistes“

„Marcy 10 / Lasset die Kintlein zu mir / kommen, und weret inen nicht / denn solcher ist das / Reich Gottes“

„Johan. 3 / Es sei den das iemand geboren / werde aus dem Wasser und / heiligen Geist, so kann er nicht / in das Reich Gottes kommen“

### Altar
Der Flügelaltar der Kirche stammt aus dem frühen 16. Jahrhundert (etwa um 1520) und wird der Spätgotik zugeordnet. Eine umfassende Renovierung erfolgte 1885. Er besteht aus dem mittleren Altarschrein mit zwei Seitenflügeln und ist mit aufgeklappten Flügeln zirka 1,45 Meter hoch und über 2,10 Meter breit. Der Altar steht auf einem 50 Zentimeter hohen und 2,15 Meter breiten Podest, der sogenannten Predella. Die Innen- und Außenseiten der Flügel sind mit Malereien auf Basis von Temperafarben gestaltet. Die Außenseiten zeigen den Erzengel Gabriel und Maria während der Verkündigung der Geburt Jesu Christi. Die Flügelinnenseiten zeigen jeweils zwei Bilder. Die linke Seite zeigt Paulus von Tarsus vor und nach seiner Bekehrung zum Christentum, die beiden rechten Gemälde zeigen den Apostel Petrus. Im Mittelschrein befinden sich drei geschnitzte und farbig bemalte Figuren: Maria mit dem Jesuskind in der Mitte, flankiert von Paulus und Petrus. Das Gemälde auf der Predella stellt Christus mit seinen zwölf Aposteln dar.

### Kanzel

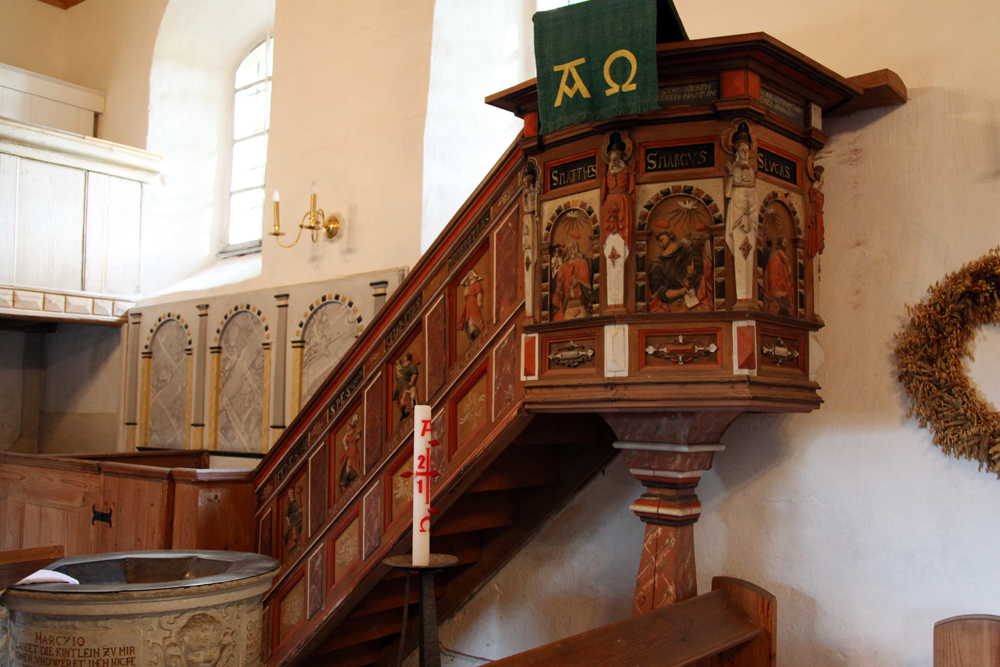
Kanzel

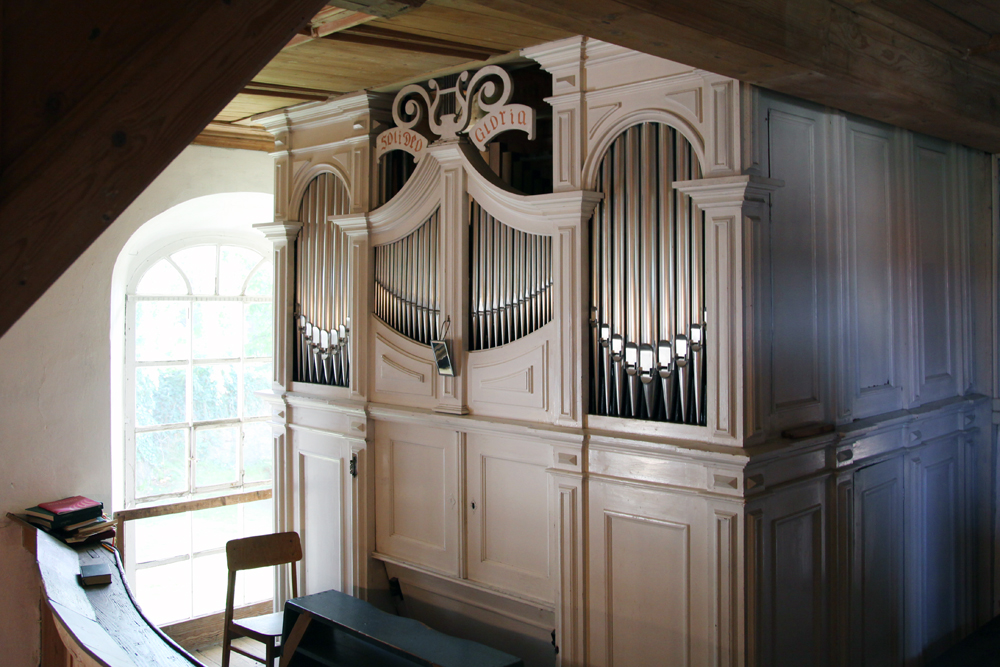
Berger-Orgel

Die Kanzel der Kirche wird auf die 1620er Jahre und somit in die Epoche des Barock datiert. Bei Renovierungsarbeiten im Jahr 1902 wurde im Inneren der Brüstung ein beschriftetes Brett entdeckt, das die Fertigstellung der Kanzel im Jahr 1625 beschreibt. Sie steht auf einer achteckigen Säule und ist komplett mit farbigen, hölzernen Reliefbildern verziert. Die Kanzelhaube ist nicht erhalten, zu Beginn des 20. Jahrhunderts war bereits nur noch ihr Gebälk erhalten. Die Bildnisse in den Füllungen der Brüstung der Kanzel zeigen die vier Evangelisten Matthäus, Markus, Lukas und Johannes. Zwischen den Bildern der Evangelisten befinden sich weibliche, pfeilerartige Skulpturen, sogenannte Hermen. Der Fries am oberen Rand der Kanzel trägt die Inschrift:

„Diese Zeichen aber / durch den Glauben / sindt geschrieben / das Leben hartin das ihr gleubet jesus / seinen namen / sey Christ der sohn. / Johan. 20.“

Am Aufgang zur Kanzel sind vier Reliefbilder zu finden. Diese stellen die drei christlichen Tugenden Glaube, Liebe und Hoffnung dar, welche durch die Tugend Geduld als viertes Relief ergänzt werden. Die für eine Kirche ungewöhnlich offenherzigen Frauengestalten dieser Abbildungen basieren auf einer Darstellung Demeters, der griechischen Göttin der Fruchtbarkeit, des Ackerbaus und der Ernte.

### Silbermann-Orgel
Von 1865 bis 1902 befand sich ein Orgelpositiv des Orgelbauers Gottfried Silbermann in der Wallrodaer Kirche. Das Instrument wurde 1732/33 erbaut und stand ab 1734 zunächst in der alten Dorfkirche in Etzdorf. 1865 begann in Etzdorf der Bau einer neuen Kirche. Die Orgel wurde an die Gemeinde Wallroda verkauft. 1902 bekam die Wallrodaer Kirche eine neue Orgel des Orgelbauers Eduard Berger. Drei Register der Silbermann-Orgel wurden für die neue Orgel verwendet. Das Silbermann-Instrument wurde von Berger in Zahlung genommen, kam zunächst nach Bischofswerda und 1919 in Privatbesitz nach Dresden.
Der Domkantor Richard Liesche und die Organistin Käte van Tricht entdeckten 1939 die Orgel in Dresden und brachten sie in den Bremer Dom. Sie befindet sich in der Westkrypta des Domes.
Die in Wallroda verbliebenen Orgel-Register wurden 1993 durch die Wallrodaer Kirchgemeinde und die Evangelisch-Lutherische Landeskirche Sachsens nach Bremen gebracht. 1994 wurde die Orgel umfassend restauriert. Eine Tafel an der Orgel informiert über deren Geschichte und den ehemaligen Standort in Wallroda.

## Gedenksteine

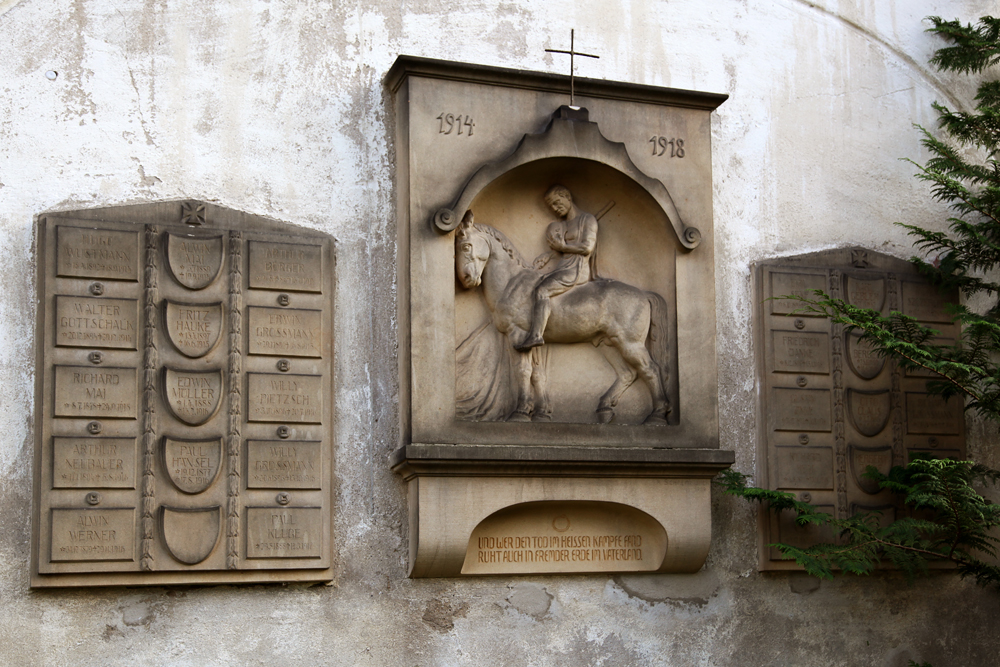
Gedenktafeln

### Erster Weltkrieg
In der nördlichen Wand der Kirche sind drei steinerne Gedenktafeln eingelassen. Diese erinnern an die Gefallenen des Ortes während des Ersten Weltkrieges. Die mittlere, große Tafel zeigt einen berittenen Soldaten auf seinem Pferd. Die Inschrift der Tafel lautet:
UND WER DEN TOD IM HEISSEN KAMPFE FAND

RUHT AUCH IN FREMDER ERDE IM VATERLAND
Auf den seitlichen, kleineren Tafeln sind 28 Wallrodaer Opfer des Krieges namentlich aufgeführt.

### Zweiter Weltkrieg
An der östlichen Seite der Friedhofsmauer befindet sich ein Gedenkstein für drei Opfer des Zweiten Weltkrieges. Die unbekannten sowjetischen Häftlinge wurden im April 1945 auf einem Todesmarsch aus dem Arbeitserziehungslager der Sachsenwerk Licht und Kraft A.G. auf der Landstraße unweit der Kirche ermordet und verscharrt. Im Oktober 1945 wurden sie exhumiert und auf dem Dorffriedhof bestattet. Die Inschrift des Steins lautet:
DIE TOTEN MAHNEN

Drei unbekannte

Widerstandskämpfer

im April 1945

auf der Landstrasse

von Faschisten erschlagen.
Die Gedenkstätte war zu Zeiten der DDR ein Pionierobjekt und wurde durch die unteren Klassenstufen der POS Kurt Schlosser Arnsdorf gepflegt.

## Sanierung
In den 1990er und 2000er Jahren wurden der Dachstuhl und das Dach saniert, ebenso die Mechanik des Glockenturms, nachdem ein Blitzschlag größere Schäden verursacht hatte. Auch die Orgel wurde in den 1990ern umfangreich gewartet.

## Sonstiges
Der die Kirche umgebende Friedhof von Wallroda wird in einen alten (Nordseite) und einen neuen (Südseite der Kirche) Abschnitt unterteilt. Der direkt neben der Kirche gelegene Pfarrhof, bestehend aus einem Wohnhaus und zwei Scheunen, steht ebenfalls unter Denkmalschutz.
In der evangelisch-lutherischen Kirche werden regelmäßig Gottesdienste, Hochzeiten, Kindstaufen und Trauerfeiern abgehalten. Der Kirchenchor probt sowohl im Pfarrhaus als auch in der Kirche. An Heiligabend wird jedes Jahr das Krippenspiel mit Kindern und Jugendlichen des Dorfes aufgeführt.